# Torre Pellice
Torre Pellice là một đô thị ở tỉnh Torino trong vùng Piedmont, có vị trí cách khoảng 45 km về phía tây nam của Torino, nước Ý. Tại thời điểm ngày 31 tháng 12 năm 2004, đô thị này có dân số 4.636 người và diện tích là 21,2 km².
Torre Pellice có nhà thờ Waldensia.
Torre Pellice giáp các đô thị: Angrogna, Villar Pellice, Luserna San Giovanni, và Rorà.